# Río Güepí
El río Güepí es un curso de agua sudamericano que discurre por la frontera entre Ecuador y Perú, desembocando en el río Putumayo, parte a su vez de la cuenca amazónica.